# Ľubomír Pokovič
Ľubomír Pokovič (* 28. April 1960 in Skalica, Tschechoslowakei) ist ein ehemaliger slowakischer Eishockeyspieler- und Trainer, der auf der Position der Stürmers für den HC Slovan Bratislava in der 1. Liga der Tschechoslowakei spielte. Bis 2011 war er Assistenztrainer der slowakischen Eishockeynationalmannschaft. Sein Sohn Lubor ist ebenfalls Eishockeyspieler.

## Karriere
Pokovič spielte zwischen 1979 und 1989 auf der Stürmerposition für den HC Slovan Bratislava in der höchsten Tschechoslowakischen Liga. Zwischen 1991 und 1993 stand er zudem in der drittklassigen Oberliga für den REV Bremerhaven als Spielertrainer auf dem Eis.

## Trainer
Pokovič begann seine Trainerkarriere in Deutschland beim REV Bremerhaven in der Oberliga, wo er das Team zwei Spielzeiten als Spielertrainer betreute. Anschließend wechselte er als Cheftrainer zum EHC Neuwied in die zweitklassige 1. Liga bzw. später die 2. Bundesliga. Bei den Rheinländern stand er zwischen 1995 und 1999 an der Bande und gewann mit der Mannschaft den DEB Ligapokal 1997 sowie die Meisterschaft der 1. Liga in den Spielzeiten 1996/97 und 1997/98.
Ab der Saison 1999/2000 war Pokovič für drei Spielzeiten als Assistenztrainer für den HC Slovan Bratislava in der slowakischen Extraliga tätig, bevor er in der Saison 2002/03 als Cheftrainer bei den Tölzer Löwen in der 2. Bundesliga arbeitete. Nach nur einer Saison kehrte er jedoch zum HC Slovan Bratislava zurück, wo er zunächst als Assistenztrainer und in der Saison 2003/04 als Cheftrainer arbeitete. Parallel dazu übernahm er zunächst für zwei Jahre das Amt des Assistenztrainers der slowakischen Eishockeynationalmannschaft, welches er zwischen 2008 und 2011 erneut innehatte.
Nach einer Saison in Bratislava ging Pokovič 2004 für eine Spielzeit zum HC Oceláři Třinec in die tschechische Extraliga, wo er Assistenztrainer von Pavel Marek war, bevor er für zwei Saisons das Traineramt beim HK Dinamo Minsk aus der belarussischen Extraliga übernahm, mit dem er 2006 belarussischer Pokalsieger und 2007 Meister der Extraliga wurde. In der Saison 2012/13 betreute der Slowake erneut, den mittlerweile in der KHL spielenden HK Dinamo Minsk als Assistenztrainer, sowie in gleicher Funktion die belarussische Nationalmannschaft. Während der Saison 2013/14 wurde er in Minsk zum Cheftrainer befördert, nachdem Aljaksandr Andryjeuski von dieser Tätigkeit freigestellt wurde.
Im Oktober 2015 wurde er seines Amtes enthoben.

## Erfolge und Auszeichnungen
Als Trainer
- DEB Ligapokalsieger 1997
- Meister der zweitklassigen 1. Liga 1997 und 1998